# فورتیتود ولی، کوئینزلند
فورتیتود ولی (به انگلیسی: Fortitude Valley) یک حومه شهر در استرالیا است که در City of Brisbane واقع شده‌است.